# Круково (Куявсько-Поморське воєводство)
Круково (пол. Krukowo, нім. Seehöhe) — село в Польщі, у гміні Хоцень Влоцлавського повіту Куявсько-Поморського воєводства.
Населення — 133 особи (2011).
У 1975-1998 роках село належало до Влоцлавського воєводства.

## Демографія
Демографічна структура станом на 31 березня 2011 року:
|          | Загалом | Допрацездатний вік | Працездатний вік | Постпрацездатний вік |
| -------- | ------- | ------------------ | ---------------- | -------------------- |
| Чоловіки | 59      | 15                 | 36               | 8                    |
| Жінки    | 74      | 13                 | 41               | 20                   |
| Разом    | 133     | 28                 | 77               | 28                   |